# روانی (فیلم ۱۹۶۰)
روانی (به انگلیسی: Psycho) فیلمی در گونهٔ ترسناک و محصول سال ۱۹۶۰ میلادی، به تهیه‌کنندگی و کارگردانی آلفرد هیچکاک است. فیلمنامه این اثر را جوزف استفانو با اقتباس از رمانی به همین نام، نوشته رابرت بلاک چاپ سال ۱۹۵۹، نگاشت. در این فیلم، بازیگرانی چون آنتونی پرکینز، جنت لی، ورا مایلز، جان گوین و مارتین بالسام نقش‌آفرینی کردند. داستان روانی حول برخورد میان ماریون کرین، که پس از اختلاس مالی در حال فرار است، با صاحب خجالتی یک راه‌سرا با نام نورمن بیتس و مادر روان‌پریش او شکل می‌گیرد. به دنبال ناپدید شدن ماریون، معشوقه و خواهر وی با همکاری یک کارآگاه خصوصی به دنبال کشف حقیقت برمی‌آیند.
از فیلم روانی به‌عنوان نقطه عطفی در کارنامه هنری آلفرد هیچکاک یاد می‌شود، چرا که در مقایسه با اثر پیشین او، شمال از شمال غربی (۱۹۵۹)، با بودجه‌ای اندک و به‌صورت سیاه‌وسفید و توسط گروه تولید مجموعه تلویزیونی آلفرد هیچکاک تقدیم می‌کند ساخته شد. موضوع بحث‌برانگیز فیلم روانی در ابتدا واکنش‌های متفاوت منتقدان را برانگیخت؛ با این حال، استقبال گسترده مخاطبان و موفقیت چشمگیر آن در گیشه جهانی باعث شد تا نگاه منتقدان به این فیلم به‌طور اساسی تغییر کند. روانی در سی و سومین دوره جشنوارهٔ اسکار در چهار حوزه نامزد دریافت جایزه شد؛ از جمله بهترین کارگردانی برای هیچکاک و بهترین بازیگر نقش مکمل زن برای جنت لی.
امروزه، فیلم روانی یکی از برجسته‌ترین آثار آلفرد هیچکاک و بی‌تردید مشهورترین و تأثیرگذارترین اثر او محسوب می‌شود. منتقدان و پژوهشگران سینما در سراسر جهان این فیلم را شاهکار هنری قلمداد کرده و به تحسین کارگردانی روان، فضای پرتنش، فیلم‌برداری چشمگیر، موسیقی ماندگار و بازی‌های نمادین آن را پرداخته‌اند. فیلم روانی به‌عنوان «تحلیل‌شده‌ترین فیلم در کارنامه بلند مورد توجه‌ترین کارگردان تاریخ سینمای آمریکا» شناخته می‌شود و در فهرست برترین فیلم‌های تاریخ جای دارد. این فیلم معیارهای تازه‌ای را در سینمای آمریکا در زمینه نمایش خشونت، رفتارهای انحرافی و مسائل جنسی تعریف کرد و از آن به‌عنوان یکی از نخستین نمونه‌های گونه سلاخی یاد می‌شود. در سال ۱۹۹۲ میلادی، کتابخانه کنگره ایالات متحده آمریکا این فیلم را «به لحاظ فرهنگی، تاریخی یا زیبایی‌شناختی حائز اهمیت» ارزیابی کرد و آن را برای نگهداری در فهرست ملی ثبت فیلم آمریکا برگزید. در فهرست «صد سال… صد فیلم» بنیاد فیلم آمریکا که شامل ۱۰۰ فیلم برتر تاریخ به انتخاب منتقدان سینماست، فیلم روانی در رتبهٔ ۱۸ قرار دارد. در فهرست «۱۰۰ سال… ۱۰۰ شرور و قهرمان» بنیاد فیلم آمریکا که فهرستی از ۵۰ قهرمان برتر و ۵۰ شرور برتر تاریخ به انتخاب منتقدان سینماست، نورمن بیتس در رتبهٔ ۲ قرار دارد.
فیلم روانی در گیشه جهانی موفقیتی چشمگیر به‌دست آورد. این اثر با بودجه‌ای معادل ۸۰۶٬۹۴۷ دلار (معادل تقریبی ۶.۲ میلیون دلار با احتساب تورم تا سال ۲۰۲۵) تولید شد و توانست در سطح جهان بیش از ۵۰ میلیون دلار (حدود ۳۸۴.۵ میلیون دلار با احتساب تورم تا سال ۲۰۲۵) درآمد کسب کند. این رقم بدون احتساب درآمد حاصل از کرایه و نمایش‌های خانگی است. پس از درگذشت هیچکاک در سال ۱۹۸۰ میلادی، شرکت یونیورسال پیکچرز چندین دنباله برای این فیلم ساخت؛ از جمله سه قسمت ادامه‌دار (شامل روانی ۲، روانی۳ و روانی ۴: آغاز)، یک نسخه بازسازی‌شده، یک فیلم تلویزیونی و یک مجموعهٔ تلویزیونی. 

## داستان

لوگو رسمی فیلم روانی

«مارین کرین» (لی) به امید تسهیل کار ازدواجش با «سام لومیس» (گاوین) پولهای کارفرمایش را می‌دزدد و از شهر محل سکونتش خارج می‌شود و بین راه در هتل بیتس، که جوانی به نام «نورمن بیتس» (پرکینز) اداره اش می‌کند، به استراحت می‌پردازد. «نورمن» به او می‌گوید که همراه مادر از لحاظ روانی نامتعادلش در خانه کنار هتل زندگی می‌کند. شب هنگام که، «ماریون» از کار خود پشیمان شده، پیش از خواب به حمام می‌رود و زیر دوش — ظاهراً به دست مادر «نورمن» — به قتل می‌رسد. «نورمن» آثار قتل را پاک می‌کند و جسد «ماریون» و اتوموبیل‌اش را در باتلاق می‌اندازد.
در ادامه «سام» به همراه خواهر ماریون «لی لا» (مایلز) و یک کارآگاه خصوصی به نام «آربوگاست» (بالسام) به جستجوی «ماریون» می‌آیند. آربوگاست نیز وقتی وارد خانه‌ای می‌شود که مادر نورمن در آن زندگی می‌کند، توسط او به قتل می‌رسد. سرانجام سام و لیلا به دنبال او میایند. هنگامی که سم، سر نورمن بیتس را گرم می‌کند، لیلا به دنبال هر نشانی از مادر نورمن بیتس یا آربوگاست یا مارین می‌گردد. نورمن ناگهان متوجه ماجرا می‌شود و به سرعت به دنبال لیلا داخل خانه می‌دود. لیلا برای اینکه نورمن او را نبیند، وارد انباری زیر پله می‌شود، که تصادفاً همان مکانی است که نورمن مادر خود را در آنجا مخفی کرده. نورمن که تصور می‌کند لیلا به طبقه بالا رفته، به سرعت از پله‌ها بالا می‌رود. در این هنگام، لیلا پیرزنی را می‌بیند که پشت به او رو به آتش روی صندلی‌ای نشسته، ولی وقتی او را برمی‌گرداند، متوجه می‌شود که او چیزی جز یک اسکلت نیست.
لیلا با دیدن اسکلت جیغ وحشتناکی می‌کشد و متوجه می‌شود که سال‌هاست که مادر بیتس مرده است؛ ولی ناگهان، زنی با وحشتناک‌ترین قیافه ممکن، با چاقوی بلندی به سمت او حمله‌ور می‌شود اما سام جلوی او را می‌گیرد و تحویل پلیس می‌دهد. این فرد، همان کسیست که مارین و آربوگاست را به قتل رسانده. این فرد، مادر نورمن بیتس نیست؛ بلکه خود نورمن بیتس است؛ که در اثر شوکی که پس از مرگ مادرش به او وارد شده، خود را شبیه به مادرش می‌کند، و کارهای وحشتناکی انجام می‌دهد.
حقایق آشکار می‌شود و ماشین و جنازهٔ مارین را از باتلاق بیرون می‌آورند.

## بازیگران
| بازیگر              | نقش        | توضیحات                   |
| ------------------- | ---------- | ------------------------- |
| آنتونی پرکینز       | نورمن بیتس | صاحب متل بیتس             |
| جنت لی              | مارین کرین | کارمند بنگاه املاک        |
| ورا مایلز           | لایلا کرین | خواهر مارین               |
| جان گوین            | سم لومیز   | معشوقه مارین              |
| مارتین بالسام       | آربوگاست   | کارآگاه خصوصی             |
| جان مک‌اینتایر       | آل چمبرز   | سرکلانتر                  |
| سیمون اوکلند        | فرد ریچمن  | روان‌پزشک                  |
| فرانک آلبرستون      | تام کاسیدی | مشتری بنگاه               |
| پاتریشا هیچکاک      | کارولاین   | کارمند بنگاه، همکار مارین |
| وان تیلور (هنرپیشه) | جورج لوری  | صاحب بنگاه، رئیس مارین    |
| لورن تاتل           | خانم چمبرز | همسر آل چمبرز             |
| جان اندرسون         | چارلی      | دلال اتومبیل              |
| مرت میل             |            | افسر گشتی بزرگراه         |

## تحلیل فضای فیلم
اسلاوی ژیژک، فیلسوف و منتقد، این فیلم را صحنهٔ رویارویی دو نوع معماری و درواقع دو زمان حال و گذشته توصیف می‌کند، به نحوی که این رویارویی باعث تقسیم نورمن میان دو شده است. ژیژک می‌گوید: «در یک طرف متل افقی با معماری مدرنش و در طرف دیگر خانهٔ مادری عمودی نورمن قرار دارد که به شیوه معماری گوتیک ساخته شده و نورمن تا ابد میان این دو جهان در حال دویدن است و هیچ‌گاه مکان مناسبی برای خودش پیدا نخواهد کرد.»
به گفته دیوید تامسن روانی از فیلم‌هایی است ارزش چند بار دیدن دارد.

## سکانس حمام
سکانس «قتل زیر دوش حمام» در فیلم روانی دارای چنان اهمیتی در تاریخ سینما است که در بسیاری از دانشکده‌های سینمایی جهان تدریس می‌شود. در این سکانس سه‌دقیقه‌ای از ۷۷ زاویه دوربین و ۵۰ کات استفاده شده است.